# Aire d'attraction de Bagnols-sur-Cèze
L'aire d'attraction de Bagnols-sur-Cèze est un zonage d'étude défini par l'Insee pour caractériser l’influence de la commune de Bagnols-sur-Cèze sur les communes environnantes. Publiée en octobre 2020, elle se substitue à l'aire urbaine de Bagnols-sur-Cèze, qui comportait 4 communes dans le dernier zonage qui remontait à 2010.

## Définition
L’aire d’attraction d'une ville est composée d’un pôle, défini à partir de critères de population et d’emploi ainsi que d’une couronne constituée des communes dont au moins 15 % des actifs travaillent dans le pôle. Le pôle d’attraction constitue ainsi un point de convergence des déplacements domicile-travail,.

## Type et composition
L’aire d'attraction de Bagnols-sur-Cèze est une aire intra-départementale qui comporte 30 communes dans le Gard.
Elle est catégorisée dans les aires de moins de 50 000 habitants, une catégorie qui regroupe 16,6 % de la population d'Occitanie et 12,2 % au niveau national.

### Carte

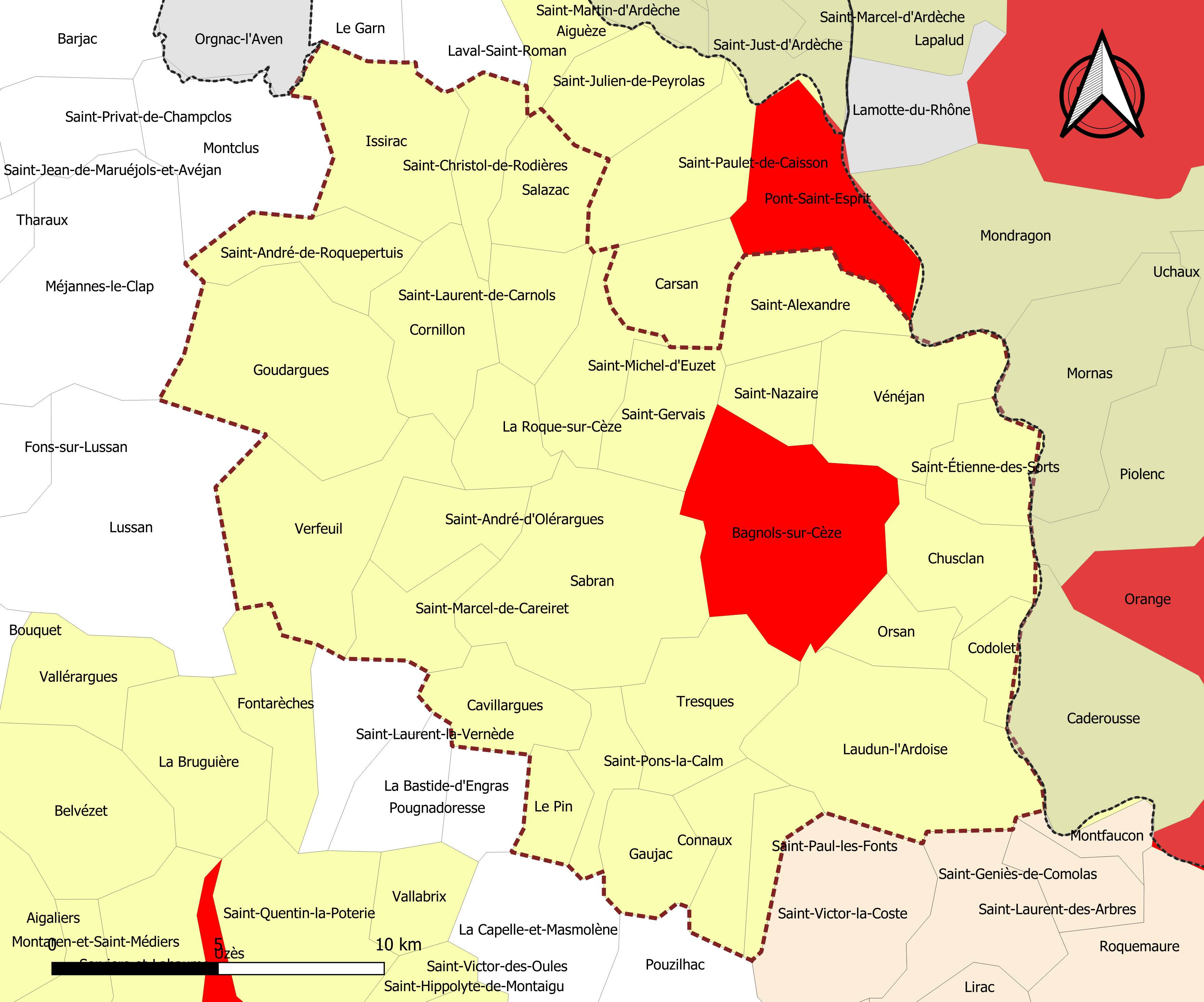
Carte de l'aire d'attraction de Bagnols-sur-Cèze.
Commune-centre
Commune de la couronne

### Composition communale
| Nom                               | Code Insee | Département | Statut                 | Superficie (km2) | Population (dernière pop. légale) | Densité (hab./km2) | Modifier                                    |
| --------------------------------- | ---------- | ----------- | ---------------------- | ---------------- | --------------------------------- | ------------------ | ------------------------------------------- |
| Bagnols-sur-Cèze (commune-centre) | 30028      | Gard        | commune-centre         | 31,37            | 18 124 (2022)                     | 578                | modifier les données · modifier les données |
| Cavillargues                      | 30076      | Gard        | commune de la couronne | 11,27            | 847 (2022)                        | 75                 | modifier les données · modifier les données |
| Chusclan                          | 30081      | Gard        | commune de la couronne | 13,23            | 975 (2022)                        | 74                 | modifier les données · modifier les données |
| Codolet                           | 30084      | Gard        | commune de la couronne | 5,17             | 597 (2022)                        | 115                | modifier les données · modifier les données |
| Connaux                           | 30092      | Gard        | commune de la couronne | 9,58             | 1 702 (2022)                      | 178                | modifier les données · modifier les données |
| Cornillon                         | 30096      | Gard        | commune de la couronne | 15,58            | 908 (2022)                        | 58                 | modifier les données · modifier les données |
| Gaujac                            | 30127      | Gard        | commune de la couronne | 10,28            | 1 069 (2022)                      | 104                | modifier les données · modifier les données |
| Goudargues                        | 30131      | Gard        | commune de la couronne | 30,27            | 1 118 (2022)                      | 37                 | modifier les données · modifier les données |
| Issirac                           | 30134      | Gard        | commune de la couronne | 20,28            | 320 (2022)                        | 16                 | modifier les données · modifier les données |
| Laudun-l'Ardoise                  | 30141      | Gard        | commune de la couronne | 34,19            | 6 673 (2022)                      | 195                | modifier les données · modifier les données |
| Orsan                             | 30191      | Gard        | commune de la couronne | 6,90             | 1 197 (2022)                      | 173                | modifier les données · modifier les données |
| Le Pin                            | 30196      | Gard        | commune de la couronne | 5,96             | 473 (2022)                        | 79                 | modifier les données · modifier les données |
| La Roque-sur-Cèze                 | 30222      | Gard        | commune de la couronne | 8,37             | 174 (2022)                        | 21                 | modifier les données · modifier les données |
| Sabran                            | 30225      | Gard        | commune de la couronne | 35,64            | 1 596 (2022)                      | 45                 | modifier les données · modifier les données |
| Saint-Alexandre                   | 30226      | Gard        | commune de la couronne | 12,87            | 1 250 (2022)                      | 97                 | modifier les données · modifier les données |
| Saint-André-de-Roquepertuis       | 30230      | Gard        | commune de la couronne | 12,18            | 576 (2022)                        | 47                 | modifier les données · modifier les données |
| Saint-André-d'Olérargues          | 30232      | Gard        | commune de la couronne | 9,75             | 444 (2022)                        | 46                 | modifier les données · modifier les données |
| Saint-Christol-de-Rodières        | 30242      | Gard        | commune de la couronne | 8,07             | 160 (2022)                        | 20                 | modifier les données · modifier les données |
| Saint-Étienne-des-Sorts           | 30251      | Gard        | commune de la couronne | 9,85             | 537 (2022)                        | 55                 | modifier les données · modifier les données |
| Saint-Gervais                     | 30256      | Gard        | commune de la couronne | 11,87            | 792 (2022)                        | 67                 | modifier les données · modifier les données |
| Saint-Laurent-de-Carnols          | 30277      | Gard        | commune de la couronne | 10,15            | 535 (2022)                        | 53                 | modifier les données · modifier les données |
| Saint-Marcel-de-Careiret          | 30282      | Gard        | commune de la couronne | 10,17            | 873 (2022)                        | 86                 | modifier les données · modifier les données |
| Saint-Michel-d'Euzet              | 30287      | Gard        | commune de la couronne | 10,36            | 719 (2022)                        | 69                 | modifier les données · modifier les données |
| Saint-Nazaire                     | 30288      | Gard        | commune de la couronne | 6,68             | 1 297 (2022)                      | 194                | modifier les données · modifier les données |
| Saint-Pons-la-Calm                | 30292      | Gard        | commune de la couronne | 6,37             | 501 (2022)                        | 79                 | modifier les données · modifier les données |
| Salazac                           | 30304      | Gard        | commune de la couronne | 9,98             | 215 (2022)                        | 22                 | modifier les données · modifier les données |
| Tresques                          | 30331      | Gard        | commune de la couronne | 17,90            | 1 803 (2022)                      | 101                | modifier les données · modifier les données |
| Vénéjan                           | 30342      | Gard        | commune de la couronne | 18,55            | 1 262 (2022)                      | 68                 | modifier les données · modifier les données |
| Verfeuil                          | 30343      | Gard        | commune de la couronne | 25,97            | 594 (2022)                        | 23                 | modifier les données · modifier les données |
| Saint-Paul-les-Fonts              | 30355      | Gard        | commune de la couronne | 5,46             | 1 047 (2022)                      | 192                | modifier les données · modifier les données |